# Ypthima inica
Ypthima inica är en fjärilsart som beskrevs av William Chapman Hewitson 1864. Ypthima inica ingår i släktet Ypthima och familjen praktfjärilar. Inga underarter finns listade i Catalogue of Life.